# Echium boissieri
Echium boissieri ist eine Pflanzenart aus der Gattung der Natternköpfe (Echium) in der Familie der Raublattgewächse (Boraginaceae).

## Beschreibung
Echium boissieri ist eine borstig behaarte, aufrecht wachsende, zwei- bis mehrjährige Pflanze, die Wuchshöhen von 60 bis 250 cm erreicht. Sie bildet einen einzelnen oder einen dominierenden blütentragenden Stängel aus. Die zweischichtige, dichte Behaarung des Stängels besteht aus abstehenden, weißlichen Borsten und kurzen Haaren.
Die Grundblätter sind 100 bis 250 mm lang und 40 bis 50 mm breit. Ihre Form ist elliptisch bis lanzettlich, sie sind mit anliegenden, weichen Borsten behaart. Die Stängelblätter sind schmal elliptisch bis lanzettlich und 70 bis 150 mm lang und 10 bis 20 mm breit.
Der Gesamtblütenstand ist ährenartig mit kurzen Wickeln. Der dicht weißborstige Kelch ist 8 bis 9 mm lang. Er verlängert sich kaum in der Fruchtreife. Die Krone ist 16 bis 18 mm lang, sehr schmal trichterförmig, fleischrosa gefärbt und vor allem auf den Kronzipfeln fein behaart. Fünf Staubblätter stehen weit aus der Krone heraus, die Staubfäden sind rot. Die dreikantigen Klausen sind 3 bis 3,5 mm lang und unregelmäßig mit Höckern bedeckt.
Die Blütezeit reicht von Mai bis Juli (seltener bis August).
Die Chromosomenzahl beträgt 2n = 10.

## Vorkommen
Die Art kommt auf der zentralen und südlichen Iberischen Halbinsel sowie in Marokko und Algerien vor.
Sie wächst bevorzugt auf stickstoffreichen und lehmigen Böden und besiedelt Ruderalstandorte wie Straßenränder und -gräben, steinige Brachen und Böschungen. Ihre Vorkommen in Spanien und Portugal liegen in einer Höhenlage zwischen 300 und 1300 m. Die in Spanien ursprünglich nur in Andalusien vorkommende Art befindet sich entlang der Verkehrswege in Ausbreitung.

## Taxonomie
Echium boissieri wurde 1840 von Ernst Gottlieb von Steudel erstveröffentlicht und ersetzt die ungültigen Homonyme Echium lagascae Boiss. (1838) non Roem. & Schult. (1819) sowie wahrscheinlich Echium albicans Schott (1819) non Lag. & Rodr. (1802). Ein etwas jüngeres Synonym ist Echium pomponium Boiss. (1841).